# Panontikon
Panontikon je četrti studijski album prekmurske progresivne rock skupine ŠKM banda, izdan leta 28. oktobra 2014 pri založbi God Bless This Mess Records. Ime albuma je tvorjenka iz besed "panoptikon" in "Panonija".

## Kritični odziv
Na portalu Rockline je Aleš Podbrežnik v svoji recenziji napisal: "V jedro definirane izrazne špure glasbenega vizionarstva skupne, so seveda vključeni okruški jazz glasbe, alternativnega rocka, celo bluesa kar dokazuje, da so ŠKM Banda ekipa jasno profiliranih glasbenikov, ki dojema glasbo večplastno, to večplastnost pa izredno učinkovito in žanrsko neobremenjeno zapakirajo v svoje izrazne ideje." Album je dobro ocenil tudi Veljko Njegovan za Mladino, kjer je svojo recenzijo povzel: "Samosvoj izraz ŠKM banda gradi že deset let, s Panontikonom pa mu daje povsem nove, za zdaj še nedoločljive razsežnosti. Vsekakor je na suvereni poti v zrelo in raznoliko glasbeno raziskovanje."
Album je pohvalil tudi Miroslav Akrapović na portalu Odzven (SIGIC). O albumu je napisal: "Album Panontikon se že ob prvem poslušanju urezuje v poslušalčev glasbeni spomin kot živa materija, katere gostota in pestrost zvokov ne kljubujeta umetnem poustvarjanju vzdušja."
Na Radiu Študent je bil album uvrščen na 2. mesto Domače tolpe bumov, seznama najboljših slovenskih albumov leta. S strani spletnega portala Beehype pa je bil album izbran za 3. najboljši domači album leta.

### Priznanja
| objava        | uvrstitev | seznam               |
| ------------- | --------- | -------------------- |
| Radio Študent | 2.        | Naj tolpa bumov 2014 |
| Beehype       | 3.        | Best of 2014         |

## Seznam pesmi
Vso glasbo je napisala skupina ŠKM banda.
| Št.             | Naslov          | Dolžina |
| --------------- | --------------- | ------- |
| 1.              | „Pomlad‟        | 6:11    |
| 2.              | „Potovanje‟     | 5:21    |
| 3.              | „Diabolog‟      | 3:41    |
| 4.              | „Tri lejta‟     | 4:22    |
| 5.              | „Večerni‟       | 5:18    |
| 6.              | „Tolažba‟       | 4:59    |
| 7.              | „Jutranji‟      | 9:04    |
| 8.              | „Sprehod‟       | 5:11    |
| 9.              | „Vračanje‟      | 6:53    |
| Skupna dolžina: | Skupna dolžina: | 52:11   |

## Zasedba
ŠKM banda
- Mitja Sušec — električna in akustična kitara, ukulele
- Iztok Koren — električna in 12-strunska akustična kitara, banjo, kalimbe
- Jernej Koren — bas kitara, tolkala
- Jernej Sobočan — bobni, ksilofon

Dodatni glasbeniki
- Dani Kolarič — cimbale (6)
- Miha Kavaš — violina (9)

Tehnično osebje
- Ivor Knafelj - Plueg — miks, produkcija
- Gregor Zemljič — mastering
- Gregor Purgaj — oblikovanje